# Milton H. Erickson
Milton Hyland Erickson (født 5. december 1901 i Arizona, død 25. marts 1980 i Phoenix, Arizona) var en amerikansk psykiater med speciale i medicinsk hypnose og familieterapi. Han var stiftende formand for American Society for Clinical Hypnosis og medlem af American Psychiatric Association, American Psychological Association og den amerikanske psykopatologiske Association. Han er kendt for sin tilgang til det ubevidste sind som kreativ og løsningsgenererende. Han er endvidere kendt for at have påvirket blandt andet Neurolingvistisk Programmering (NLP).